# Walter Kolbow

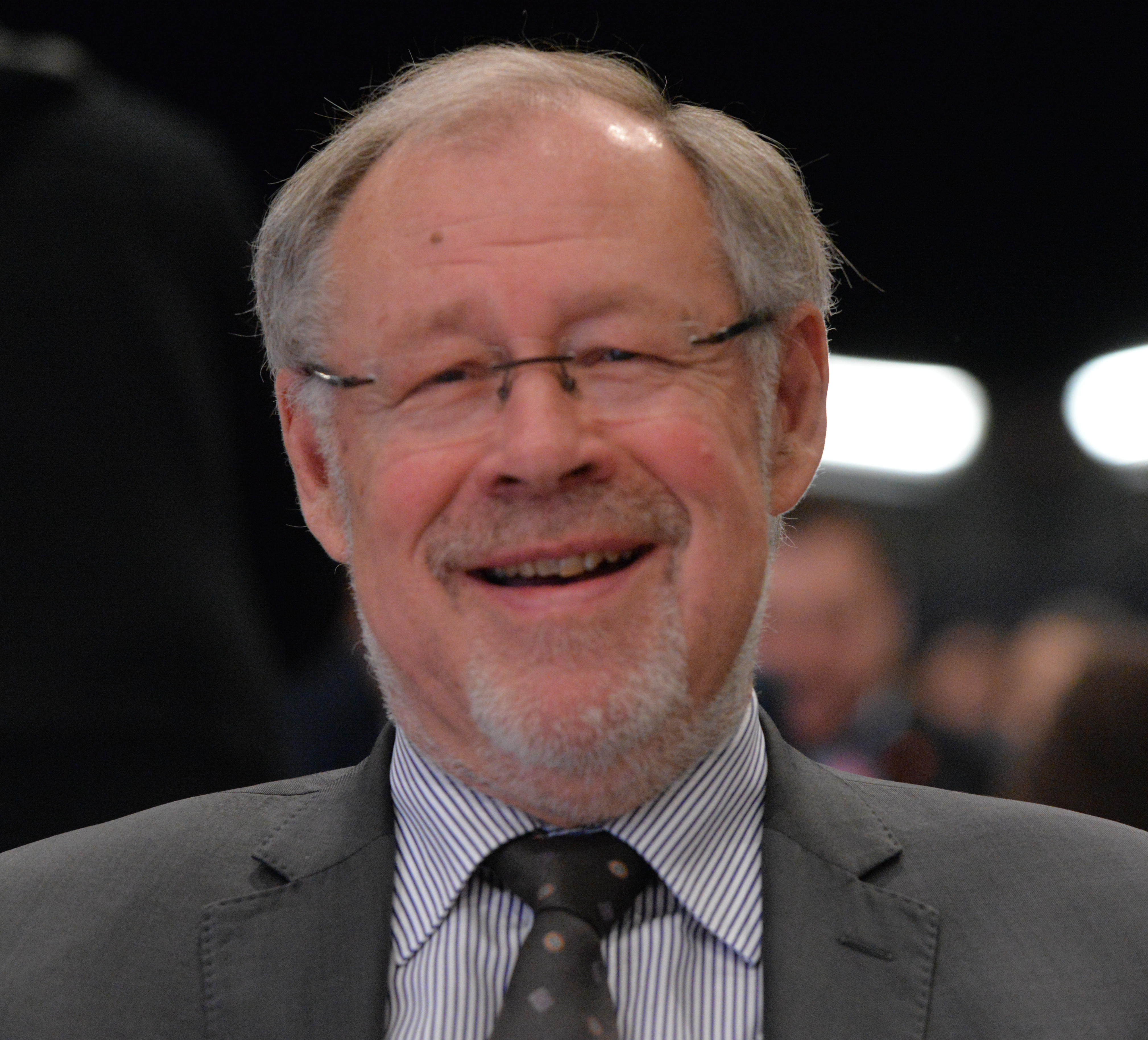
Walter Kolbow, 2015

Walter Kolbow (* 27. April 1944 in Spittal an der Drau; † 28. April 2024 in Ochsenfurt) war ein deutscher Politiker (SPD).
Er war von 2005 bis 2009 stellvertretender Vorsitzender der SPD-Bundestagsfraktion und von 1998 bis 2005 Parlamentarischer Staatssekretär beim Bundesminister der Verteidigung.

## Leben und Beruf
Nach der Volksschule in Ingolstadt und Ochsenfurt, dem Röntgen-Gymnasium Würzburg leistete Kolbow von 1964 bis 1966 seinen Wehrdienst bei der Luftwaffe ab; er war Hauptmann d. R. Danach studierte er Rechtswissenschaft in Würzburg und absolvierte ein Ergänzungsstudium an der Deutschen Hochschule für Verwaltungswissenschaften Speyer. 1970 bestand er das erste und 1974 das zweite juristische Staatsexamen. 
Er trat 1975 als Magistratsrat in den Dienst der Stadt Frankfurt am Main. Von 1978 bis 1980 war er für einen Forschungsauftrag bei der Friedrich-Ebert-Stiftung beschäftigt.

## Privates
Walter Kolbow war verwitwet und hatte zwei Kinder, darunter den Würzburger Stadtrat Alexander Kolbow (SPD). Er starb einen Tag nach seinem 80. Geburtstag in Ochsenfurt.

## Partei
Seit 1967 war er Mitglied der SPD. Er war bis 2008 Vorsitzender des SPD-Bezirks Unterfranken, danach Ehrenvorsitzender.

## Abgeordneter
Von 1972 bis 1976 war er Mitglied im Stadtrat von Ochsenfurt und von 1978 bis 1981 im Stadtrat von Würzburg.
Ab 1980 war er Mitglied des Deutschen Bundestages. Hier war er von 1994 bis 1998 verteidigungspolitischer Sprecher der SPD-Bundestagsfraktion.
Ab dem 28. November 2005 war Kolbow stellvertretender Vorsitzender der SPD-Bundestagsfraktion für die Bereiche Außenpolitik, Entwicklungspolitik, Verteidigung und Menschenrechte.
Walter Kolbow zog stets über die Landesliste Bayern in den Deutschen Bundestag ein. 2009 zog er sich aus der Politik zurück und kandidierte nicht mehr.

## Öffentliche Ämter
Nach der Bundestagswahl 1998 wurde Kolbow am 27. Oktober 1998 als Parlamentarischer Staatssekretär beim Bundesminister der Verteidigung in die von Bundeskanzler Gerhard Schröder geführte Bundesregierung berufen. In dieser Funktion war er vom 6. April 1999 bis zum 31. Dezember 1999 Beauftragter der Bundesregierung für die Koordination von deutschen Hilfsmaßnahmen in Mazedonien. Nach der Bundestagswahl 2005 schied er am 22. November 2005 aus dem Amt.
Kolbow war Ehrenmitglied im Beirat der Bundesakademie für Sicherheitspolitik.
Ferner war Kolbow für verschiedene Vereine und Stiftungen in ehrenamtlicher Funktion tätig:
- Bundeswehr hilft Kindern in der Dritten Welt e. V., Bonn
- Deutsch-mazedonische Gesellschaft e. V., Berlin
- Gesellschaft für politische Bildung e. V., Würzburg
- Jugendstiftung Hans-Georg Noack e. V., Eisingen

## Ehrungen und Auszeichnungen
- 1989: Bundesverdienstkreuz am Bande
- 2009: Bayerische Verfassungsmedaille in Silber.[17]
- 2009: „Honoris Causa“-Orden „Grad raus und erscht recht“ von der Faschingsgesellschaft Versbach (Würzburg)
- 2009: Ehrenring der Stadt Würzburg
- 2012: Großes Bundesverdienstkreuz[18]

## Kabinette
- Kabinett Schröder I – Kabinett Schröder II

## Werke
- Walter Kolbow, Heinrich Quaden (Hrsg.): Krieg und Frieden auf dem Balkan – Mazedonien am Scheideweg? Nomos Verlagsgesellschaft, Baden-Baden 2001, ISBN 3-7890-7561-2.